# Peter Hägglund
Peter Bengt Hägglund, Ek. Dr., född 25 april 1966, är en svensk företagsekonom och företagsledare.

## Utbildning
Hägglund avlade ekonomexamen vid Handelshögskolan i Stockholm, där han även var Handelshögskolans i Stockholm studentkårs ordförande 1989-1990.
2001 disputerade Hägglund med avhandlingen Företaget som investeringsobjekt.

## Karriär
Han var forskarassistent vid Handelshögskolan i Stockholm 2001-2006 och VD för IFL vid Handelshögskolan i Stockholm AB 2006-2011. Han var chief operating officer (vVD) för Agentum AB i Stockholm 2013. Han var anställd vid Effect Management AB i Karlstad mellan 2013 och 2016. Han arbetade också som VD för IHM Business School mellan den 1 oktober 2016 och juli 2017.
Han är ägare av Pepperflake AB, som bildades 2001 och registrerade nuvarande firma 2014 och bedriver  forskning, utbildning och rådgivning inom företagsekonomi, ledarskap och organisering.
Han är styrelseledamot i Hagdalsberg AB i Stockholm, Lernia AB i Stockholm mellan 2011 och 2016, och i den ideella föreningen Styrelseakademien i Stockholm 2013-2017.